# Galen Rupp
Galen Rupp (født 8. maj 1986) er en amerikansk cross- og baneløber. Han er en af USA's mest lovende langdistancetalenter, og han har allerede sat nationale og nordamerikanske juniorrekorder.

## Personlige rekorder
- 800 m: 1:50.00 min (2009)
- 1500 m: 3:39.14 min (2009)
- Mil: 3:57.72 min (2010)
- 3000 m: 7:42.40 (2010)
- 5000 m: 13:06.86 min (2010)
- 10.000m: 26:48.00 min (2011)